# كريستوفر هال (مغني)
كريستوفر هال (بالإنجليزية: Christopher Hall)‏ هو مغني أمريكي، ولد في 18 مايو 1965 في إلينوي في الولايات المتحدة.

## وصلات خارجية
- كريستوفر هال على موقع ميوزك برينز (الإنجليزية)
- كريستوفر هال على موقع أول ميوزيك (الإنجليزية)
- كريستوفر هال على موقع أول ميوزيك (الإنجليزية)
- كريستوفر هال على موقع ديسكوغز (الإنجليزية)